# 131-я моторизованная дивизия
131-я моторизованная дивизия — воинское соединение Вооружённых Сил СССР, принимавшее участие в Великой Отечественной войне.
Условное наименование — войсковая часть (в/ч) № 2493.
Сокращённое наименование — 131 мд.
Боевой период с 22 июня по 29 июля 1941 года.

## История
131-я моторизованная дивизия была создана в составе 9-го механизированного корпуса в апреле 1941 года, путём перевода 131-й стрелковой дивизии, дислоцировавшейся в военном городке Новоград-Волынского, на восточном берегу реки Случь, на штаты мотострелкового соединения. Её полки получили автомашины, артиллерийский полк перешёл на механическую тягу, разведывательный батальон был укомплектован броневиками и плавающими танками. Был сформирован и танковый полк.
5 мая 1941 года части дивизии вышли в летние лагеря: мотострелковые полки — в Таращанский, артиллерийский полк — в Александровский. 22 июня после начала войны дивизия выступила маршем на Луцк. Подойдя к Луцку передовые части дивизии с ходу вступили в бой с противником. В ночь на 24 июня они окопались на участке фронта длиной 20 км.
131-я мд совместно с 193-й стрелковой дивизией на конец дня 27 июня вела оборонительный бой на фронте Дубище — Клепачев — Киверцы — Вишнев — Копче. 30 июня дивизия по мере смены её частями 31-го стрелкового корпуса начала сосредотачиваться в районе колхозов Левинец и Вишнев.
1 июля 9-му механизированному корпусу, куда входила дивизия, было приказано удерживать район Клевань — Грабово — Круги, обеспечивая левый фланг армии, а затем в ночь на 4 июля отойти в район Малого Седлища, Тучина и колхоза Люцинов. На этот момент 131 мд после ожесточённых боёв в районе Рожанки и Теремно занимала оборону возле Донброва. Её потери к этому времени составили убитыми 343 человека, ранеными — 767 человек, пропавшими без вести — 939 человек. Она также лишилась 6 орудий, 5 бронемашин и 32 танков.
5-я армия с целью выравнивания фронта в ночь со 2 на 3 июля начала отходить на новый рубеж. К утру 9-й механизированный корпус занял рубеж Клевань — Оржев. К исходу 6 июля он сосредоточился в районе Емильчино, а вечером выступил на Погорелую, Калиновку и Рудню Могилянску. После 30-километрового марша корпус к исходу 7 июля сосредоточился в Зубковичах, Малой Глумче и Подлубах. После небольшого отдыха он продолжил движение с задачей выйти в район Крилинск — Семаковка — Скала.
10 июля 5-я армия силами 31-го стрелкового, 9, 22-го и 19-го механизированных корпусов перешла в контрнаступление. К исходу дня 131 мд вышла на рубеж Несолонь — Барбаровка, её усиленный батальон на машинах с артиллерией овладел шоссе юго-западнее Барбаровки. На 15 июля дивизия продолжала занимать позиции, имея на фронте с. Несолонь. В её составе к этому моменту насчитывалось всего 1283 человек, на вооружении оставалось 12 танков, 27 орудий и 319 автомашин.
Утром 16-го числа 9, 19 и 22-й мк под давлением противника отошли на рубеж Александровка — Аннополь, а на следующий день 9 мк был выведен в район Бобрицы и Усолус. К вечеру 21 июля корпус в связи с перегруппировкой армии прошёл Ушомир, направляясь на Головки. 25 июля он был введён в бой у Малина.
29 июля 1941 года 131-я моторизованная дивизия была переформирована в 131-ю стрелковую дивизию.

## Состав
- 593-й моторизованный полк (в/ч 2497)
- 743-й моторизованный полк (в/ч 2502)
- 58-й танковый полк (в/ч 2508)
- 409-й артиллерийский полк (в/ч 2504)
- 182-й отдельный истребительно-противотанковый дивизион (в/ч 2524)
- 303-й отдельный зенитный артиллерийский дивизион (в/ч 2519)
- 115-й разведывательный батальон (в/ч 2512)
- 218-й легко-инженерный батальон (в/ч 2517)
- 154-й отдельный батальон связи (в/ч 2515)
- 18-й артиллерийский парковый дивизион (в/ч 2510)
- 225-й медико-санитарный батальон (в/ч 2528)
- 140-й автотранспортный батальон (в/ч 2521)
- 99-й ремонтно-восстановительный батальон (в/ч 2506)
- 32-я рота регулирования (в/ч 2523)
- 238-й полевой хлебозавод
- 460-я полевая почтовая станция
- 395-я полевая касса Госбанка[1]

## Подчинение
| На дату    | Фронт              | Армия            | Корпус                      |
| ---------- | ------------------ | ---------------- | --------------------------- |
| 22.06.1941 | Юго-Западный фронт | 5-я армия (СССР) | 9-й механизированный корпус |
| 01.07.1941 | Юго-Западный фронт | 5-я армия (СССР) | 9-й механизированный корпус |
| 10.07.1941 | Юго-Западный фронт | 5-я армия (СССР) | 9-й механизированный корпус |

## Командование дивизии

### Командиры дивизии
- Калинин, Николай Васильевич (01.06.1940 — 02.07.1941), полковник;
- Морозов, Павел Иванович (02.07.1941 — 29.07.1941), полковник[8]

### Заместители командира по строевой части
- Морозов, Павел Иванович ( — 02.07.1941), полковник[1]

### Военные комиссары дивизии
- Григорьев, Яков Никитич (19.12.1940 — 29.07.1941), полковой комиссар[9]

### Начальники штаба дивизии
- Чернов (1941), подполковник[1]

593 моторизованный полк
- Соколов, Николай Дмитриевич (15.08.1940 — _.07.1941), майор.

743 моторизованный полк
- Угорич, Дмитрий Иванович (11.11.1940 — _.07.1941), майор, подполковник.
- Костылев (_._.1941 — _._.1941), капитан.

58 танковый полк
- Каншин, Вячеслав Алексеевич (_.04.1941 — 27.07.1941), подполковник.